# Detvianska Huta
Detvianska Huta (già Mikulássowá; in ungherese: Zólyommiklós, prima del 1907 Dettvahuta, Miklósfalu, Miklosfalva) è un comune della Slovacchia facente parte del distretto di Detva, nella regione di Banská Bystrica.
La cittadina crebbe nel tardo XVIII secolo con l'unione di numerosi villaggi e insediamenti per la lavorazione del vetro (Detvianska Huta letteralmente significa "Officine di Detva"), che erano stati fondati dal nobile Miklos Esterházy.